# چارلز برنتون هاگینز
چارلز برنتون هاگینز (انگلیسی: Charles Brenton Huggins؛ زاده ۲۲ سپتامبر ۱۹۰۱ – درگذشته ۱۲ ژانویهٔ ۱۹۹۷) یک دانشمند در زمینه فیزیولوژی اهل کانادا بود.
وی همچنین برنده جوایزی همچون جایزه نوبل فیزیولوژی و پزشکی شده‌است.